# 厦门市图书馆
厦门市图书馆是福建省厦门市最大的公共图书馆。创办于1919年，2016年接待读者439万人次，外借文献393万册次。
厦门市图书馆全年365天开放（每周五下午闭馆），馆内可无线上网，全年开展公益性的读书沙龙、专题讲座、周末电影、故事会、展览等多种形式的读者活动。

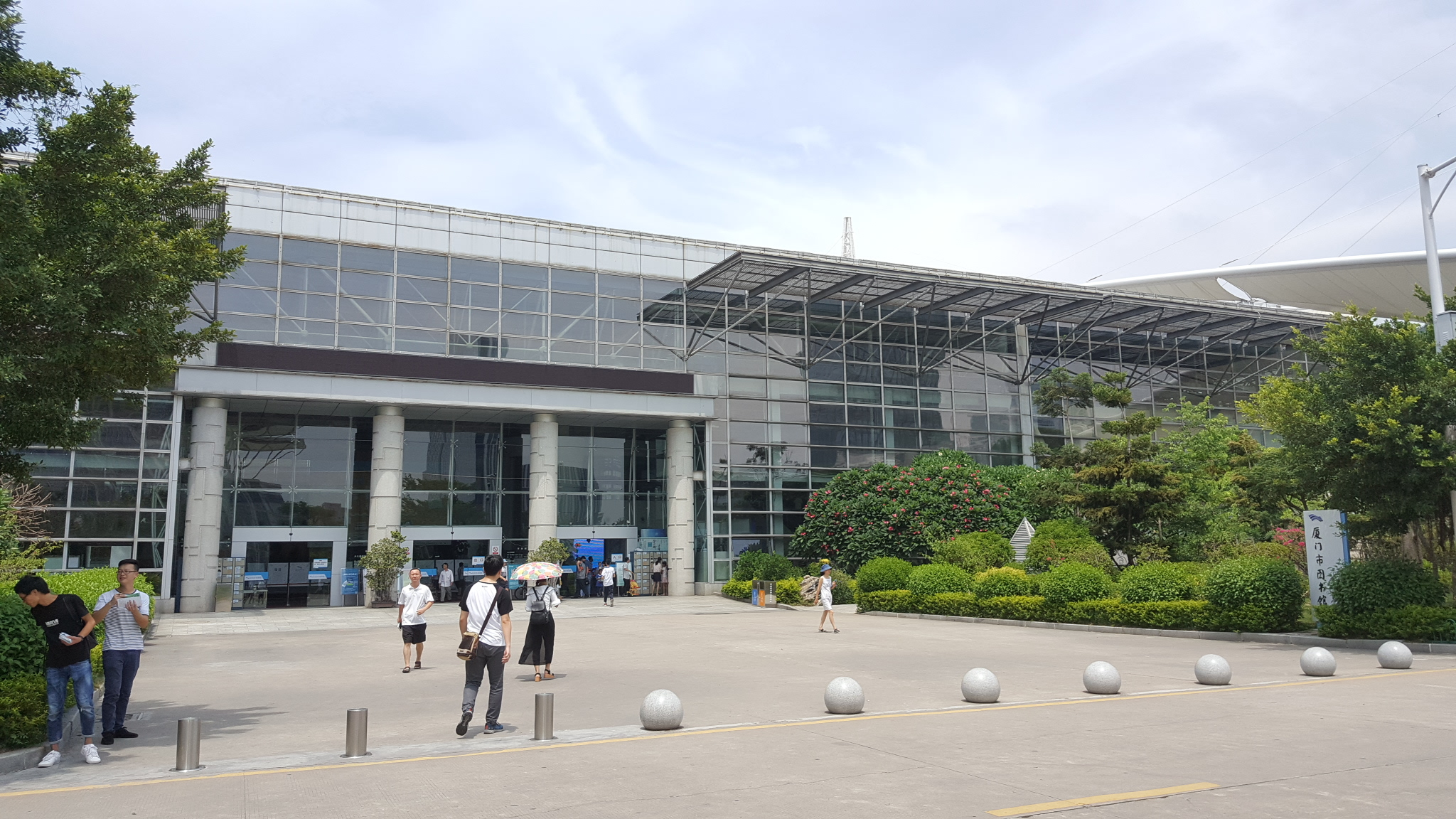
厦门市图书馆

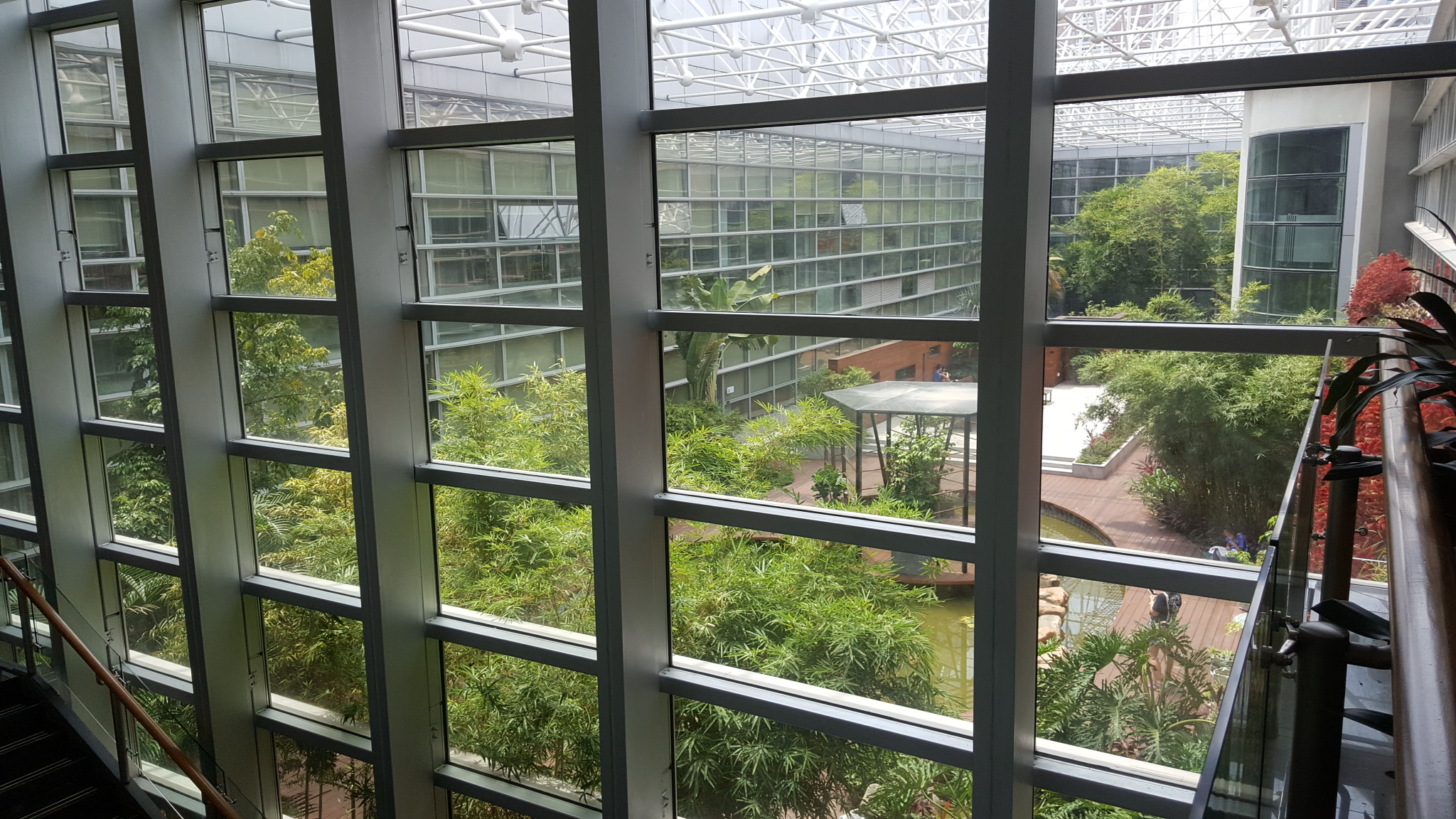
厦门市图书馆中庭

## 历史

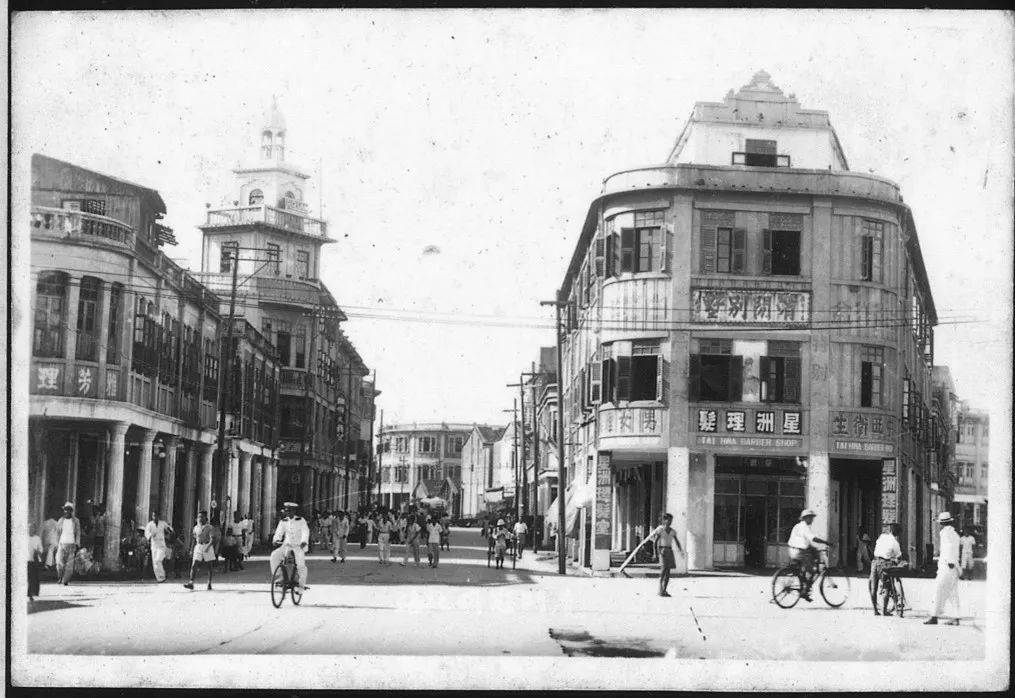
消闲别墅(图右的建筑），即思明北路126~134号，建成于1930年。1954年~1970年，其为厦门市图书馆的馆舍。2001年，其被拆改为三角绿化带。

民国8年(1919年)厦门道伊陈倍锟和地方绅士周殿薰等倡议设立图书馆，以玉屏别墅（文渊井21号）为馆址筹办厦门图书馆，管理人员5人，藏书总计2万余册，于民国9年(1920年)9月20日正式对外开放。
民国19年(1930年)改为公立，更名为思明县立厦门图书馆。
民国24年4月(1935年)厦门设市，馆名改为厦门市立图书馆。
民国27年(1938年)5月11日，厦门沦陷，9月17日，夜馆舍突然起火，馆舍和藏书皆成灰烬。
民国28年(1939年)，日治教育局择水仙路47号原中国银行旧址复办厦门市立图书馆，并于民国29年(1940年)1月30日对外开放。抗日战争胜利后，民国34年(1945年)10月5日，市政府接收厦门市立图书馆并改名为厦门第一图书馆，任命李禧为馆长，工作人员5人，暂借小走马路33号基督教青年会为馆址。民国36年(1947年)8月21日馆址迁到厦禾路186号南洋工会楼下，复名为厦门市立图书馆。
1949年10月厦门解放。厦门市军管会派董厚英等人接管图书馆，改名为厦门市图书馆，1950年馆长仍为李禧，工作人员在5~8人之间。
1954年12月，郑忠益将思明北路126~134号1座4层楼无偿借为馆址，并出资维修，馆舍面积达1763平方米。此时规模逐渐扩大，各项业务逐渐发展，工作人员也增加至14~22人之间。
文化大革命期间，图书馆业务大部分停顿，工作人员被下放。1970年6月图书馆被挤到新华书店（中山路147~165号）二楼，工作人员仅剩10人。1972年8月市革命委员会将原厦门日报社大楼（中山路67~71号）作为市图书馆馆址，面积1352平方米。文化大革命结束后，工作人员增加到33人。
1987年底，市政府决定将原市政府大院（公园南路2号，面积为1800平方米）作为新馆舍，1988年6月14日迁入新址，8月4日对读者开放。
1989年，杨贻瑶先生捐赠452万人民币元在大院西侧新建5层综合楼1座，面积4410平方米。市政府也拨专款添置新楼业务设备。综合楼于1991年8月落成开放。
2007年3月1日，迁入位于思明区体育路95号的厦门文化艺术中心新馆，总建筑面积2.57万平方米。
2018年10月1日，集美新城馆区投入运营。
因2019冠状病毒病疫情于2020年1月24日起暫停读者服务，3月27日恢复“飞鸽传书”服务、4月1日恢复开放，采取预约制入场、2023年取消。

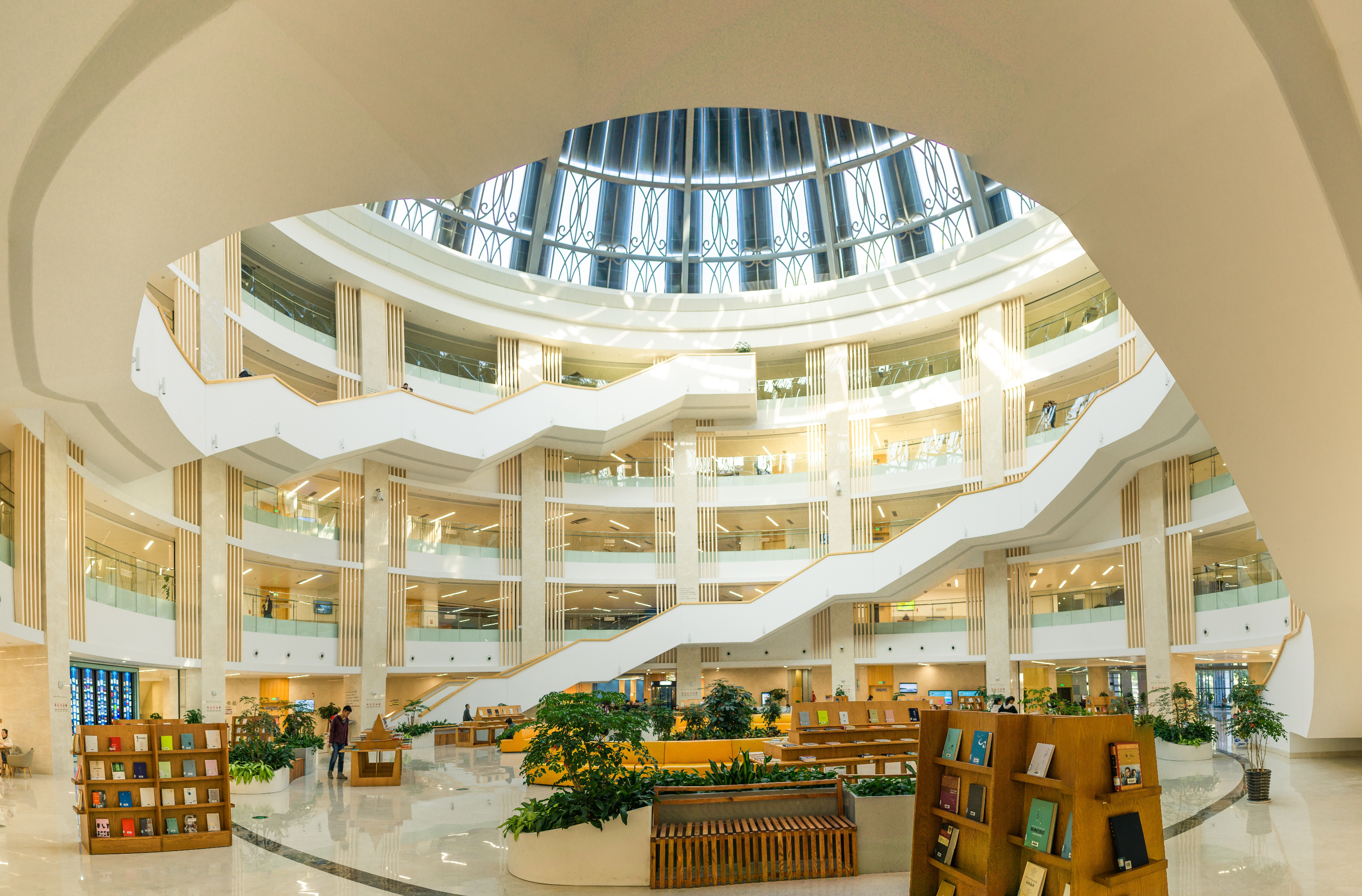
厦门市图书馆集美新城馆区的内景

## 出版书刊
- 20世纪30年代前创办《厦门图书馆声》

## 開放時間
- 星期一至星期日（除星期五）：上午9:00至晚上9:00
  - 少儿借阅区：上午12:00至晚上6:30
- 星期五：仅上午10:00至12:00开放，下午闭馆
  - 少儿借阅区：全天闭馆
- 法定節日與公眾假期：上午8:00至下午9:00
  - 少儿借阅区：上午8:00至下午9:00（5月1日-11月30日）
上午8:00至下午6:30（12月1日-4月30日）

## 总馆与分馆
- 总馆：思明区体育路95号。

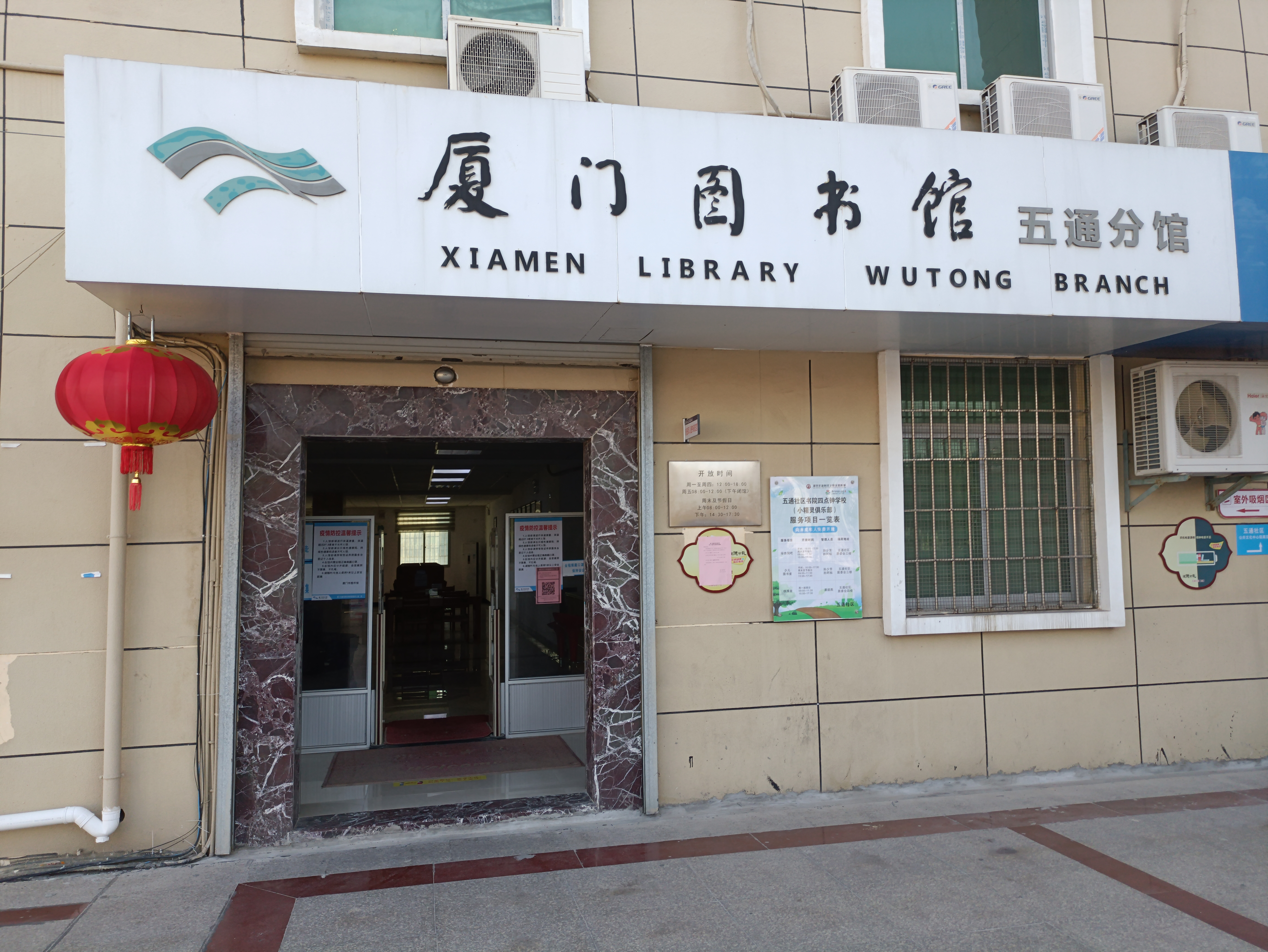
廈門市圖書館五通分館

- 集美新城馆区：集美区杏林街道诚毅中路380号。
- 中山圖書館 (鼓浪嶼分館)：思明区鼓浪屿街道中华路4号。[7]
- 杏林分馆：集美区杏林街道文康路289号原城管大楼三楼。
- 灌口分馆：集美区灌口镇文化中心
- 后溪分馆：集美区后溪镇永祥小区仁德里63号B二楼
- 殿前街道分馆：湖里区长浩路223号殿前街道办公大楼一楼
- 马巷分馆：翔安区书院路43号马巷镇文化中心二楼
- 新店分馆：翔安区新店镇新店社区新大路文化中心大楼一楼
- 华厦学院分馆：集美区厦门华厦学院图书馆一楼
- 新圩分馆：翔安区新圩镇镇口路99号文化中心
- 集美党群活动服务中心分馆：集美区杏滨街道滨海花园10号楼三楼
- 同文分馆：思明区大连兴馆巷1号崇德楼社会科学院一楼(轮渡海滨大厦附近)
- 古籍文献分馆：集美区园博苑杏林书院（需要预约）
- 职工服务中心分馆：湖里区华光路2号职工服务中心综合楼2楼
- 73151部队分馆（原73152部队分馆）

另外在全市范围内设有24小时自助街区图书馆与“飞鸽传书”书籍寄递上门服务

### 已关闭的分馆
- 高殿分馆：湖里区殿前街道高殿社区文化中心[8][9]
- 市行政服务中心分馆：湖里区云顶北路842号市行政服务中心一楼
- 五通分馆：湖里区金山街道五通社区居委会大楼[10]

## 古籍保护
2009年9月，经厦门市政府同意，厦门市古籍保护中心成立，挂靠厦门市图书馆。现馆藏有以下入选《国家珍贵古籍名录》书目：
- 通鉴纪事本末四十二卷（宋）袁枢撰宋宝祐五年赵与■刻元明递修本 存四十卷（1-14、16-41）[11]
- 注陆宣公奏议十五卷（唐）陆贽撰（宋）郎晔注元至正十四年（1354）刘氏翠岩精舍刻本 余超跋龚植题签
- 甘泉献纳编三卷 （明）湛若水撰 明嘉靖十三年（1534）史际刻本
- 文献通考三百四十八卷 （元）马端临纂 明正德十一至十四年（1516-1519）刘洪慎独斋刻十六年重修本
- 圣学格物通一百卷（明）湛若水撰 明嘉靖十二年（1533）陈陞刻本
- 大隐集十卷（宋）李正民撰 清乾隆翰林院抄本 存八卷（3-10）
- 云溪集十二卷（宋）郭印撰 清乾隆翰林院抄本
- 崧庵集六卷（宋）李处权撰 清乾隆翰林院抄本 存四卷（1-4）
- 说文解字句读十五卷（清）王筠撰 稿本 存十四卷（1-14）
- 经略疏稿二卷（明）杨愽撰 明嘉靖三十二年（1553）刻本
- 毗陵集二十卷（唐）独孤及撰 明抄本 存十二卷（1-12）[12]